# TwinVQ
TwinVQ(영어: Transform-domain Weighted Interleave Vector Quantization)는 일본전신전화 주식회사(NTT) 휴먼 인터페이스연구소(현재 사이버스페이스연구소)가 개발한 오디오 압축 기술이다.